# Andreas Birnbacher
Andreas Birnbacher, né le 11 septembre 1981 à Prien am Chiemsee, est un biathlète allemand, vainqueur de six courses de Coupe du monde et d'un petit globe de cristal en 2012.

## Carrière
Actif en Coupe du monde depuis 2001, où il est reparti avec trois titres des Championnats du monde juniors, il monte pour la première fois sur un podium le 5 décembre 2004 à Beitostølen lors d'un relais, puis fait de même en individuel lors du sprint de Pokljuka deux mois plus tard (troisième place). En 2007, il connait son premier podium en grande compétition internationale avec la médaille d'argent obtenue aux Championnats du monde lors de la mass-start grâce à un 20/20 au tir, derrière son compatriote Michael Greis. 
En 2008, il fait partie du relais mixte champion du monde à Östersund.
Le 17 mars 2011, il tient son premier succès en Coupe du monde sur le sprint d'Holmenkollen. En janvier 2012, il enchaîne deux victoires en mass start à Oberhof et Antholz et remporte en fin de saison le classement général de la spécialité. Il termine la saison, la meilleure de sa carrière, troisième du classement général et décroche deux médailles de bronze en relais aux Championnats du monde 2012 à Ruhpolding. En 2012-2013, il est encore deux fois victorieux en Coupe du monde, sur le sprint d'Hochfilzen et la mass start de Pokljuka.
Il prend part aux Jeux olympiques d'hiver de 2010, où son meilleur résultat individuel est une douzième place sur l'individuel. Aux Jeux olympiques d'hiver de 2014, il ne dispute que cette épreuve qu'il termine à la 22e place.
En 2016, il dispute sa dernière course dans l'élite mondiale, à l'occasion de l'individuel des Championnats du monde d'Oslo, qu'il achève au neuvième rang.
En 2018, il devient entraîneur des juniors allemandes en biathlon.

## Palmarès

### Jeux olympiques d'hiver
| Épreuve / Édition            | Vancouver 2010 | Sotchi 2014 |
| Sprint                       | 23e            | -           |
| Poursuite                    | 13e            | -           |
| Individuel                   | 12e            | 22e         |
| Mass start (départ en masse) | 15e            | -           |
| Relais                       | 5e             | -           |

### Championnats du monde
| Épreuve / Édition          | Oberhof 2004 | Hochfilzen 2005 | Pokljuka 2006              | Antholz-Anterselva 2007 | Östersund 2008 | Khanty-Mansiïsk 2011 | Ruhpolding 2012 | Nove Mesto 2013 | Oslo 2016 |
| Individuel 20 km           | 14e          | -               | (Jeux olympiques de Turin) | 19e                     | -              | 8e                   | 4e              | 8e              | 9e        |
| Sprint 10 km               | -            | 56e             | (Jeux olympiques de Turin) | 17e                     | 8e             | 6e                   | 16e             | 23e             | -         |
| Poursuite 12,5 km          | -            | DNS             | (Jeux olympiques de Turin) | 13e                     | 21e            | 5e                   | 12e             | 22e             | -         |
| Mass start 15 km           | -            | -               | (Jeux olympiques de Turin) | 2e                      | 16e            | 16e                  | 4e              | 11e             | -         |
| Relais 4 × 7,5 km masculin | -            | -               | (Jeux olympiques de Turin) | -                       | 3e             | 7e                   | 3e              | 3e              | -         |
| Relais mixte               | -            | -               | 4e                         | -                       | 1er            | -                    | 3e              | 12e             | -         |

### Coupe du monde
- Meilleur classement général : 3e en 2012.
- Vainqueur du petit globe de cristal du départ en masse en 2012.
- 35 podiums[3] :
  - 15 podiums individuels : 6 victoires, 5 deuxièmes places, 4 troisièmes places.
  - 20 podiums en relais : 2 victoires, 9 deuxièmes places et 9 troisièmes places.

#### Classements en Coupe du monde
| Saison    | Classement général final | Individuel | Sprint | Poursuite | Mass start |
| 2001-2002 | 54e                      | nc         | 46e    | 51e       |            |
| 2002-2003 | 46e                      | 46e        | 47e    | 37e       |            |
| 2003-2004 | 29e                      | 16e        | 43e    | 26e       | 34e        |
| 2004-2005 | 30e                      | 25e        | 34e    | 26e       | 35e        |
| 2005-2006 | 17e                      | 21e        | 18e    | 13e       | 18e        |
| 2006-2007 | 13e                      | 15e        | 12e    | 16e       | 8e         |
| 2007-2008 | 10e                      | 31e        | 6e     | 8e        | 15e        |
| 2008-2009 | 27e                      | 50e        | 24e    | 27e       | 29e        |
| 2009-2010 | 15e                      | 24e        | 16e    | 15e       | 15e        |
| 2010-2011 | 14e                      | 10e        | 9e     | 13e       | 19e        |
| 2011-2012 | 3e                       | 8e         | 8e     | 6e        | 1er        |
| 2012-2013 | 5e                       | 2e         | 6e     | 10e       | 4e         |
| 2013-2014 | 41e                      | 56e        | 56e    | 33e       | 26e        |
| 2014-2015 | 24e                      | 28e        | 23e    | 21e       | 23e        |
| 2015-2016 | 19e                      | 6e         | 38e    | 16e       | 22e        |

#### Détail des victoires
| Saison \ Épreuve | Individuel | Sprint       | Poursuite  | Mass start                 | Total |
| 2010-2011        |            | Holmenkollen |            |                            | 1     |
| 2011-2012        |            |              | Hochfilzen | Oberhof Antholz-Anterselva | 3     |
| 2012-2013        |            | Hochfilzen   |            | Pokljuka                   | 2     |
| Total            | 0          | 2            | 1          | 3                          | 6     |

### Championnats d'Europe
- Médaille d'or du relais en 2002.

### Championnats du monde junior
| Épreuve / Édition | Hochfilzen 2000 | Khanty-Mansiïsk 2001 |
| Individuel        | 2e              | 10e                  |
| Sprint            | 2e              | 1er                  |
| Poursuite         | 3e              | 1er                  |
| Relais            | 1er             | 1er                  |